# Microsoft Word
Microsoft Word，為微軟公司開發的文書處理程式，最初在1983年由Richard Brodie为了运行DOS的IBM计算机而编写的，随后的版本可运行于Apple Macintosh（1984年）、SCO UNIX和Microsoft Windows（1989年），并成为了Microsoft Office的一部分。現時最新的版本是Word 2021 for Windows及Word 2021 for Mac。

## 歷史

### 开端：1981年至1989年
曾在施乐帕罗奥多研究中心任职的查尔斯·西蒙尼，是首款图形用户界面（GUI）文本编辑器Bravo (editor)的主要研发者。1981年，他被微软公司聘用后，开始开发一款名为Multi-Tool Word的文本编辑器。随后不久，西蒙尼邀请了前施乐帕罗奥多研究中心的实习生理查德·布罗迪加入了他的团队，其在后来成为了微软的主要工程师。
为MS-DOS计算机开发的Word的第一代于1983年底发行，但是反响并不好，销售落后于WordPerfect等对手产品。尽管如此，在Macintosh系统中，Word在1985年发布以后赢得了广泛的接受，尤其是对于在两年以后第二次大型发布的Word 3.01 for Macintosh（Word 3.00由于有严重的Bug，所以很快就下架了）。和其他Mac软件一样，Word for Mac是一个真正的所见即所得编辑器。
由于MS-DOS是一个字符界面系统，Word for DOS是为IBM PC研发的第一个文本編輯器，在编辑的时候屏幕上直接显示的是“黑体”“斜体”等字体标识符，而不是“所见即所得”。其他的DOS文本編輯器，如WordStar和WordPerfect等，在屏幕显示时使用的是简单文本显示加上标识代码，或者加以颜色区别。
尽管如此，和大多数DOS软件一样，程序为了执行特定的功能，都有自己特殊的，而且往往是复杂的命令组需要使用者去记忆。（比如在Word for DOS中，保存文件需要依次执行Escape-T-S），而大部分秘书们已经知道如何使用WordPerfect，公司就不大愿意更换成对手产品，何况提供的新优点有限。

### 1990年至1995年
第一个Windows版本的Word发售于1989年，价格是500美元。在Windows 3.0发行之后的一年，销售开始好转，（Word 1.0与Windows 3.0的协作比先前版本更好）。制作一个Windows版WordPerfect的失败已經证实为致命的错误。它是Word 2.0版本，但是却作为市场主流坚实地发展起来。
Word在苹果机市场上没有强大的竞争对手，尽管有程序像Nisus Writer提供“不连续的选择”等的特色功能，这些功能直到Office XP中的Word 2002才添加。另外，一些用户抱怨Word没有在1987年的3.01版与1991年的5.0版之间实行大的检查。相对于它的易用性和特色功能来说，由于典雅，苹果机的Word 5.1是一个主流的文字处理器。但是1994年发布的苹果机的6.0版却受到了广泛的嘲笑。这是Word第一个基于Windows和Mac之间通用代码的版本；许多人抱怨它慢、简陋及占过多内存。Windows版本也计入6.0在内以协调跨越不同平台的产品命名（尽管事实上最早的Windows版本为Word 2.0）。
Word的较晚版本拥有比文字处理更多的功能。繪圖工具可進行簡單的桌面出版運作，如在文件中加設圖像。近年來已增設Collaboration、文件校對、多語言支援與及其他功能。

### 1996年至2004年
- Word 97（1996年11月）

第一个增加了Office助手的版本，“大眼夹”（可以更换）是一个在所有Office程序中使用者的动画帮助者。这是对早先推出的Microsoft Bob概念的一个接替。
- Word 98（1998年1月）

Macintosh 版本 Word 98 與 Macintosh Office 98 一同發售。文件的兼容性达到与 Office 97 相同的水平，并使 Word 在 Mac 上成为与 Windows 上对应的可行的商业替代品。不过从此 Mac 上的 Word（以及 Excel）有被宏病毒破坏的可能，导致可能出现绝无仅有的跨平台病毒情况。日語/韓語的  Windows 版本只集成 Microsoft Office 97 中，替代 Word 97，不能单独發售。
- Word 2000（1999年6月）

Word 2000（以及其他的Office 2000组件）增加了多重剪贴板，可以保存多次复制/剪切的内容。此外 Office 助手遭到弱化，变得更少出现了。
- Word 2001 与 Word X（2000年10月、2001年9月）

Word 2001 集成在 Macintosh Office 中，可以获得大多数（但不是所有）的 Office 2000 功能。Word 2001 也有单独发行的版本。
Macintosh 版本的 Word X 则是第一个原生支持（并且需要）Mac OS X的版本。
- Word 2002/XP（2001年5月）

Word 2002 在 2001 年連同 Office XP 發售，增加了「任务窗格」功能，以更快地提供大量以往在对话框中出现的信息和功能特性。Office 助手被移除（事实上只是默认被禁用了），以支持新的帮助系统。
- Word 2003（2003年9月）

在 Microsoft Office 2003 中，为了强调 Office 套装的统一性，從此“Microsoft Word”改稱為“Microsoft Office Word”。
- Word 2004（2004年5月）

在 Mac 發行新的版本。包括 Word、Excel、PowerPoint 应用程序，与 Windows 版 Office 2003 具有完全相同的功能。微软发布了补丁程序以消除这个版本几年来著名的宏漏洞。虽然蘋果推出了公開源代碼程式 NeoOffice，但是 Word 仍然是在 Macintosh 中最受歡迎的文書處理程式。

### 2007年至今
- Word 2007（2007年1月）

Word（以及整个Office）的重大版本更新，包括新的支持XML的文件格式，重新设计的界面，集成的公式编辑器和书目管理。此外，提出了XML数据包，经过对象模型和文件格式可以得到的，称作自定义的XML——这可以利用在同一个新的被称作连接控制工具结构文档的特性的关联之中。它也有只针对带有焦点的对象有特殊功能的内容标签，还有一些其他特性如Live Preview（通过它你可以在不作出任何永久变化时查看文件）、迷你工具栏，超级工具提示，快速访问工具栏SmartArt等。
Word 2007使用.docx新文件格式。Windows系统的Word 2000-2003用户可以安装一个名为“Microsoft Office兼容包”的免费的插件从而可以打开，编辑以及保存新的Word 2007文件。另外，Word 2007版本開始可以以.doc格式儲存文件，該格式可在Word 97至2003中使用。
- Word 2010（2010年6月）

- Word 2013（2013年1月）

- Word 2016（2015年9月）

- Word 2019（2018年9月）

- Word 2021（2021年9月）

## 用途
1. 基本文書處理技巧及螢幕工具；
2. 中文全型標點符號、數式、化學反應式、元素符號、日文祝賀語輸入；
3. 中文字符放大縮小，繁簡字體轉換，英文拼字及文法檢查；
4. 行距、段落對齊、清單列、定位點設定；
5. 使用頁首及頁尾加入文件標題及頁碼；
6. 直式通告製作，各類辦公室常用的文件範本，中式公函；
7. 表格及多欄位製作，以方便製作報價單，會議議程及工作時間表；
8. 加插圖片、圖表、文字藝術師等中文桌面印刷以製作圖文並茂的文件或公司通訊；
9. 不同資料大量合併列印信件。部分方便但需深入学习才能掌握的的功能：
10. 样式：设置、管理（导出/导入）样式，实现文档标题、内容一致的格式。
11. 引用：实现自动化目录、脚注、题注（图表自动编号、交叉引用）、索引。

## 现在

### Word文件格式
Microsoft Word在当前使用中是占有巨大优势的文字处理器，這使得Word專用的檔案格式Word文件（.doc）成為事實上最通用的標準。Word文件格式的詳細資料並不對外公開。Word文件格式不只一種，因為隨Word軟體本身的更新，文件格式也會或多或少的改版，新版的格式不一定能被舊版的程式讀取（大致上是因為舊版並未內建支援新版格式的能力）。微軟已經詳細公布Word 97的DOC格式，但是較新的版本資料目前仍未公開，只有公司內部、政府與研究機構能夠獲知。
其他與Word競爭的辦公室作業軟體，都必須支援事實上最通用的Word專用的檔案格式。因為Word文件格式的詳細資料並不對外公開，通常這種相容性是藉由逆向工程來達成。許多文字處理器都有匯出、匯入Word檔案專用的轉換工具，譬如AbiWord或OpenOffice.org。Apache POI是一個開放原始碼的Java資料庫，其主要目標是存取Word的二進制文件格式。不久前，微軟自己也提供了檢視器，能夠不用Word程式就檢視Word文件,并取代了Word Viewer 2003及其先前的版本。參見：Word Viewer。
Word 97到Word 2003之前的Word文件格式都是二進制文件格式。不久以前，微軟聲明他們接下來將以XML為基礎的檔案格式作為他們辦公室套裝軟體的格式。Word 2003提供WordprocessingML的選項。這是一種公開的XML檔案格式，由丹麥政府等機構背書支持。Word 2003的專業版能夠直接處理非微軟的檔案規格。
跟其它Microsoft Office程式一樣，Word可使用固定宏语言（巨集語言）来高度定制。（最初是WordBasic，但自从Word 97以来就变成Visual Basic）然而，这种性能也可以在文档中嵌入就像梅利莎蠕虫的电脑病毒。这就是电脑用户需要安装防火墙和 反病毒软件的另一个原因。Microsoft's security advice
人们所知道的第一个感染Microsoft Word文档的病毒叫做概念病毒，一个相对危害很小的病毒，它的出现是为了证明巨集病毒出现的可能性。

## 版本
| 图例： | 舊版本 | 舊版本，仍被支援 | 当前版本 | 最新预览版本 | 未来版本 |

| 發布年份 | 名稱                  | 版本 | 註釋 |
| -------- | --------------------- | ---- | --- |
| 1989     | Word for Windows 1.0  | 1.0  | |
| 1990     | Word for Windows 1.1  | 1.1  | Code-named Bill the Cat |
| 1990     | Word for Windows 1.1a | 1.1a | For Windows 3.1. On March 25, 2014 Microsoft made the source code to Word for Windows 1.1a available to the public via the Computer History Museum.           |
| 1991     | Word for Windows 2.0  | 2.0  | Code-named Spaceman Spiff |
| 1993     | Word for Windows 6.0  | 6.0  | Code-named T3 （由於要與當時的競爭對手DOS、Macintosh和WordPerfect的版本編號看齊，視窗版本的Word更改為Word 6）                                                 |
| 1995     | Word 95               | 7.0  | 包含在Office 95 |
| 1997     | Word 97               | 8.0  | 包含在Office 97 |
| 1998     | Word 98               | 8.5  | Only sold as part of Office 97 Powered By Word 98, which was only available in Japan and Korea.                                                               |
| 1999     | Word 2000             | 9.0  | 包含在Office 2000 |
| 2001     | Word 2002             | 10.0 | 包含在Office XP |
| 2003     | Office Word 2003      | 11.0 | 包含在Office 2003 |
| 2006     | Office Word 2007      | 12.0 | 包含在Office 2007; released to businesses on November 30, 2006, released worldwide to consumers on January 30, 2007. Extended support until October 10, 2017. |
| 2010     | Word 2010             | 14.0 | 包含在Office 2010 |
| 2013     | Word 2013             | 15.0 | 包含在Office 2013 |
| 2016     | Word 2016             | 16.0 | 包含在Office 2016 |
| 2018     | Word 2019             | 16.0 | 包含在Office 2019 |
| 2021     | Word 2021             | 16.0 | 包含在Office 2021 |

MS-DOS的版本包括：
- 1983年11月Word 1
- 1985年Word 2
- 1986年Word 3
- 1987年Word 4 aka Microsoft Word 4.0 for the PC
- 1989年Word 5
- 1991年Word 5.1
- 1991年Word 5.5
- 1993年Word 6.0

Apple Macintosh的版本（Mac OS及Mac OS X）包括：
- 1985年1月Word 1 for the Macintosh
- 1987年Word 3
- 1989年Word 4
- 1991年Word 5
- 1993年Word 6
- 1998年Word 98
- 2000年Word 2001，最后一个与Mac OS 9兼容的版本
- 2001年Word v.X，第一个仅兼容Mac OS X的版本
- 2004年Word 2004
- 2008年Word 2008
- 2010年Word 2011
- 2015年Word 2016
- 2018年Word 2019

SCO UNIX的版本包括：
- Microsoft Word for UNIX Systems Release 5.1

OS/2的版本包括：
- 1992年Microsoft Word for OS/2版本1.1B

## 同类软件
- OpenOffice.org - Microsoft Word的免费替代品
- WPS Office
- 永中Office
- Google Docs

## 请参阅
- 文字處理器列表
- 文字處理器比較

## 深层读物
1. ↑  . TechNet. Microsoft. Office 2013 for Personal Computers--standard system requirements. 4 December 2012  [19 December 2012]. （原始内容存档于2018-04-22）.
2. ↑  .   [2021-12-15]. （原始内容存档于2021-10-26）.
3. ↑  http://www.microsoft.com/downloads/details.aspx?familyid=941B3470-3AE9-4AEE-8F43-C6BB74CD1466&displaylang=en （页面存档备份，存于） 针对Word、Excel及PowerPoint 2007文件的Microsoft Office兼容包
4. ↑  https://archive.today/20120715033535/http://techrepublic.com.com/5208-6230-0.html?forumID=102&threadID=218738&messageID=2212198 在Word 2007中怎样另存为doc
5. ↑  .   [2009-12-29]. （原始内容存档于2010-03-24）. 怎样配置Word 2007使之总是存储为doc
6. ↑  Shustek, Len. . 2014-03-24  [2014-03-29]. （原始内容存档于2014-03-28）.
7. ↑  Levin, Roy. . Official Microsoft Blog. 2014-03-25  [2014-03-29]. （原始内容存档于2014-03-28）.
8. ↑  For the sake of superstition the next version of Office won't be called '13' （页面存档备份，存于）. Office Watch News.

- Tsang, Cheryl. Microsoft: First Generation.纽约：John Wiley & Sons, Inc. ISBN 0-471-33206-2.
- Liebowitz, Stan J. & Margolis, Stephen E. Winners, Losers & Microsoft: Competition and Antitrust in High Technology奥克兰：独立学院。ISBN 0-945999-80-1.